# Icius peculiaris
Icius peculiaris là một loài nhện trong họ Salticidae.
Loài này thuộc chi Icius. Icius peculiaris được Wanda Wesołowska & Tomasiewicz miêu tả năm 2008.